# Trey Wilson
Donald Yearnsley "Trey" Wilson III (Houston, 21 de enero de 1948 – Nueva York, 16 de enero de 1989) fue un actor estadounidense de cine y televisión, reconocido por su participación en producciones como Raising Arizona, Twins, The Lord of the Rings, The Equalizer y Married to the Mob.
Falleció a los cuarenta años el 16 de enero de 1989 a causa de una hemorragia cerebral.

## Filmografía

### Cine y televisión
| Año  | Título                      | Papel              | Notas | Ref(s)      |
| ---- | --------------------------- | ------------------ | ----- | ----------- |
| 1976 | Drive-In                    | Gifford            |       | [ 3 ]       |
| 1977 | Three Warriors              | Chuck              |       |             |
| 1978 | Vampire Hookers             | Terry Wayne        |       | [ 4 ]       |
| 1978 | The Lord of the Rings       |                    | Voz   | [ 3 ]       |
| 1979 | Three-Way Weekend           | Howard Creep       |       |             |
| 1984 | En un lugar del corazón     |                    | Voz   |             |
| 1984 | A Soldier's Story           | Coronel Nivens     |       |             |
| 1985 | The Protector               | Conductor          |       |             |
| 1985 | Marie                       | Agente del FBI     |       |             |
| 1986 | F/X                         | Teniente Murdoch   |       |             |
| 1987 | Raising Arizona             | Nathan Arizona     |       | [ 3 ] [ 5 ] |
| 1987 | End of the Line             | Maxie Howell       |       |             |
| 1987 | The House on Carroll Street | Teniente Sloan     |       | [ 6 ]       |
| 1988 | Bull Durham                 | Jim "Skip" Riggins |       | [ 7 ] [ 8 ] |
| 1988 | Married to the Mob          | Franklin           |       |             |
| 1988 | Twins                       | Beetroot McKinley  |       |             |
| 1989 | Miss Firecracker            | Benjamin Drapper   |       |             |
| 1989 | Great Balls of Fire!        | Sam Phillips       |       |             |
| 1989 | Welcome Home                | Coronel Barnes     |       |             |